# Chiesa Sospesa
La Chiesa Sospesa o Al-Kanīsa al-Muʿallaqa (ar|الكنيسة المعلقة) è la chiesa principale della Cairo Copta, ubicata in Via Mar Girgis nella zona meridionale della Cairo Vecchia; è una delle più antiche chiese in Egitto, risalente al III secolo .

## Galleria d'immagini

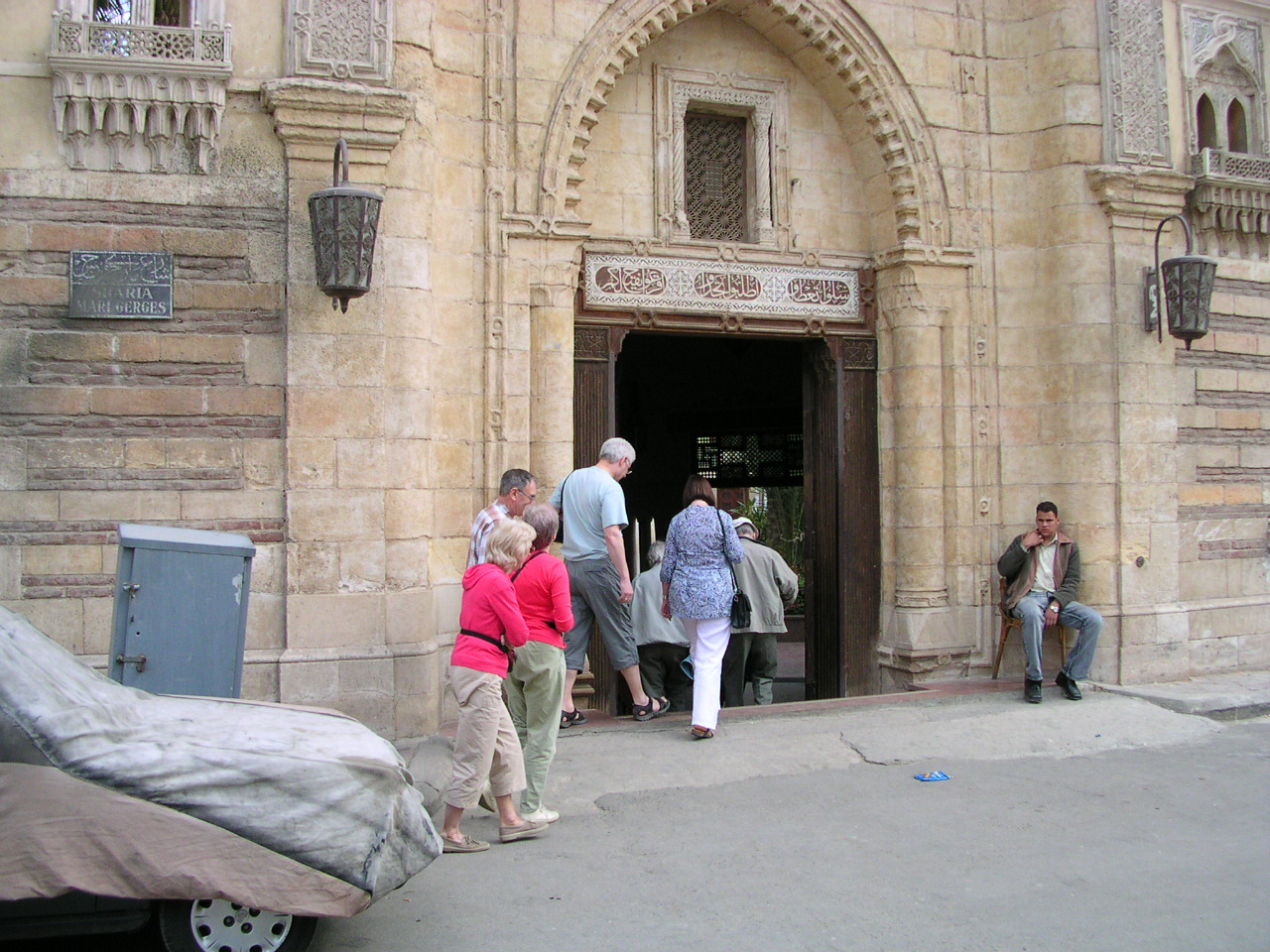
Ingresso della Chiesa Sospesa su via Mar Girgis
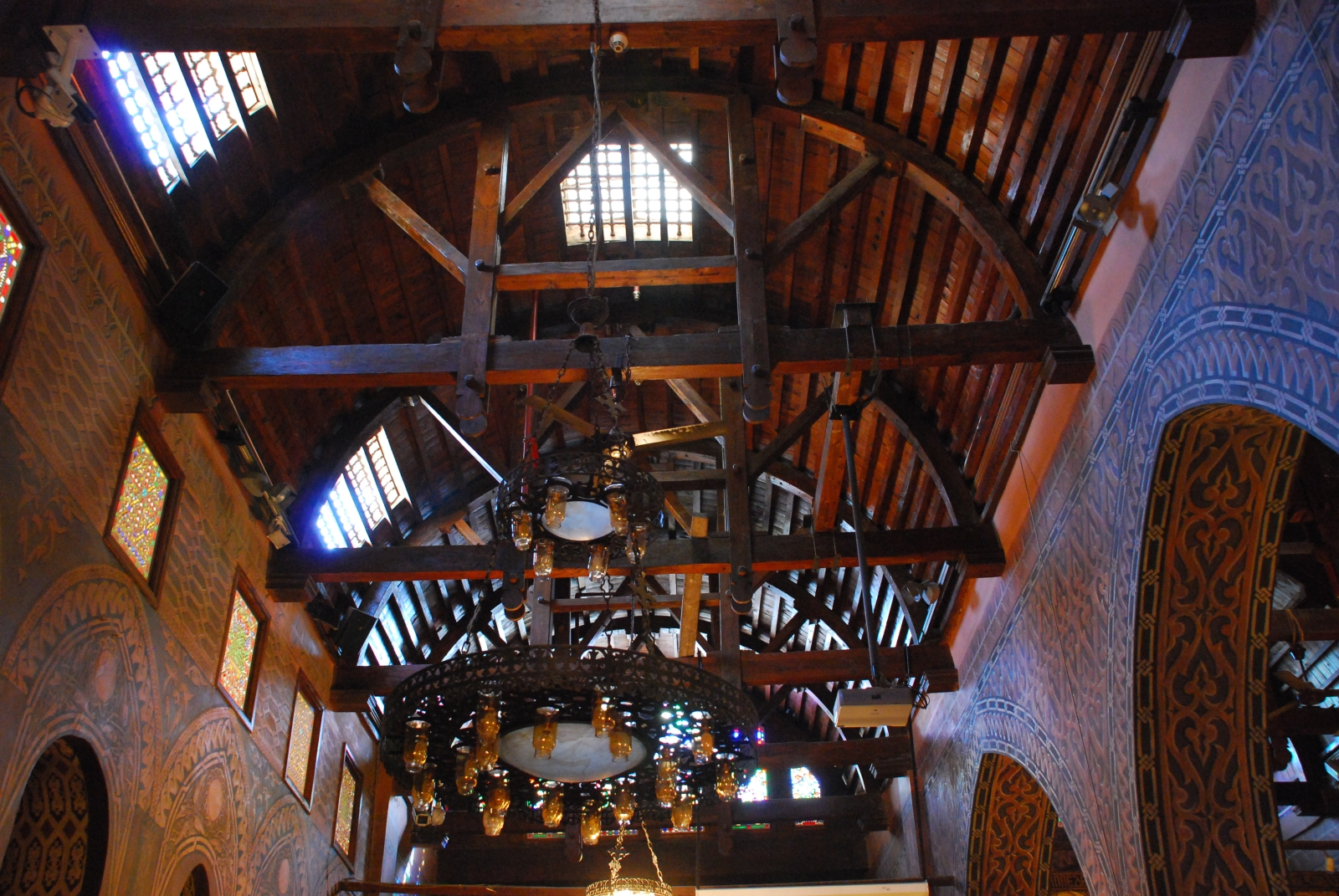
I soffitti in legno all 'interno dell'edificio
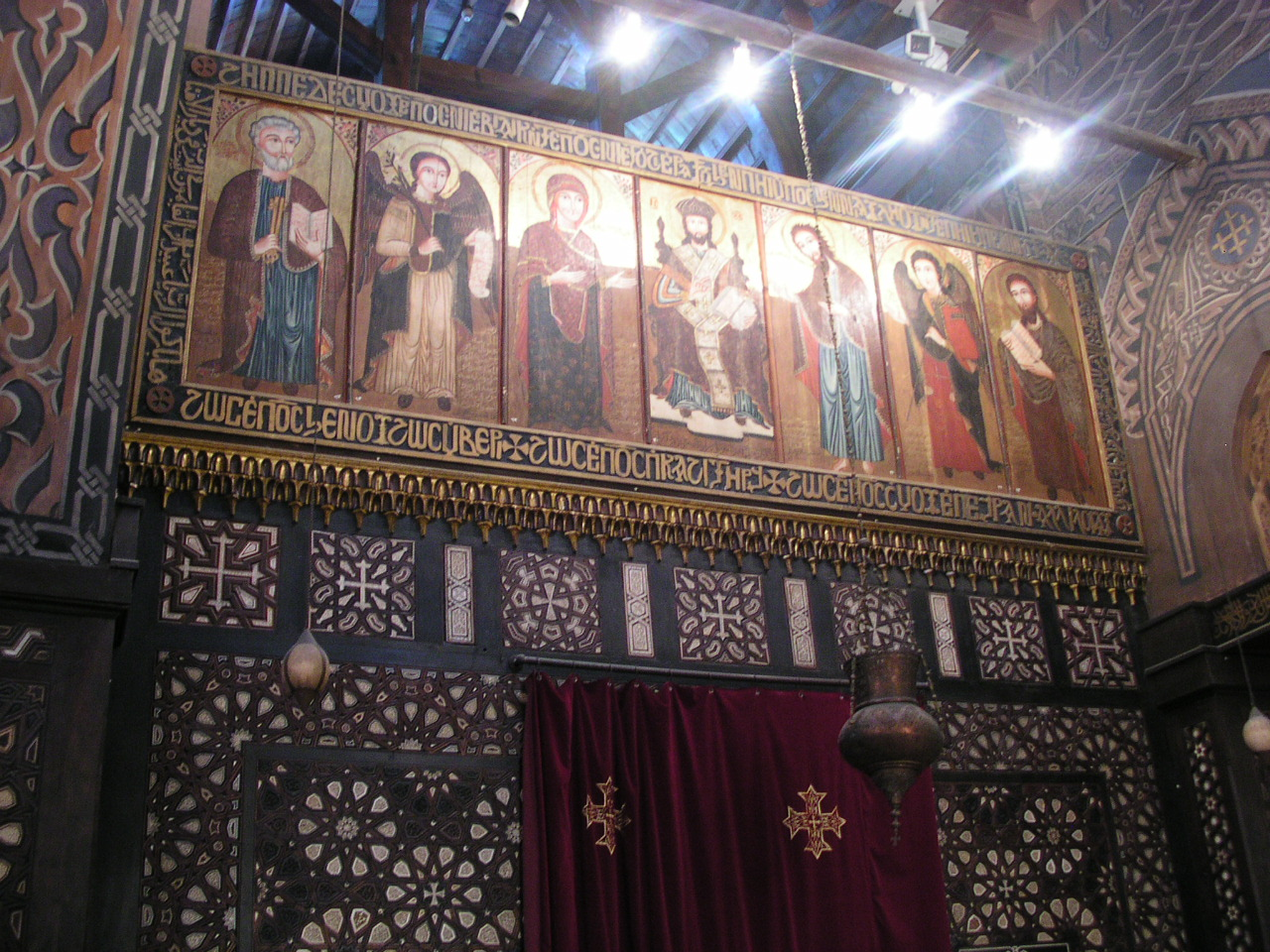
Decorazioni e icone sui muri della chiesa
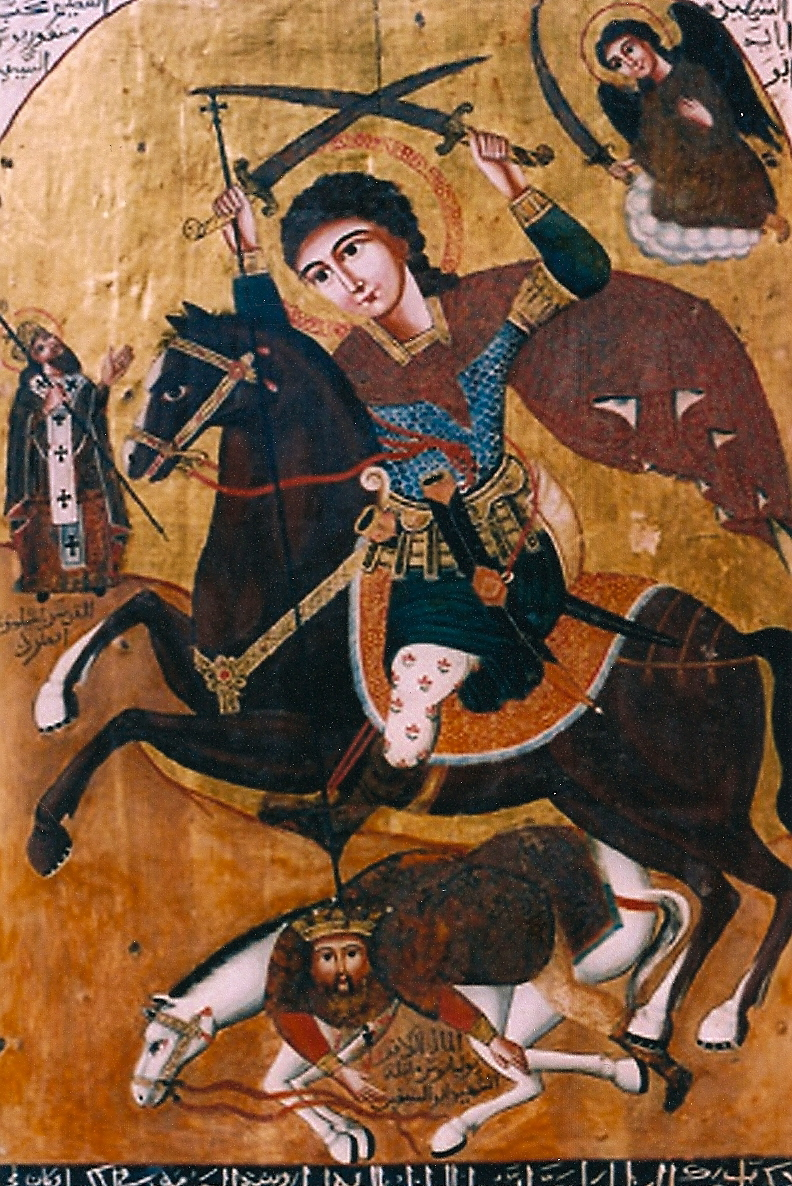
Icona di San Mercurio